# 歓迎曲
「歓迎曲」（かんげいきょく、朝鮮語: 환영곡）は、朝鮮民主主義人民共和国（北朝鮮）の最高指導者の入場曲である。「1号歓迎曲」（1ごうかんげいきょく）とも呼ばれる。歴代最高指導者の金日成、金正日、金正恩が公的行事に入場する際にこの楽曲は流されてきた。通常、最高指導者が入場中に群衆は日本の万歳に似た「マンセー」（朝鮮語: 만세）という歓声を繰り返す。
金正日時代と金正恩時代の初期には朝鮮人民軍の独立したブラスバンドがこの楽曲を演奏していた。しかし最近では、この楽曲は通常はアンサンブル形式で演奏され、全ての奏者が立ったまま最高指導者を直視しながら演奏するようになった。この楽曲は2018年9月の南北首脳会談の文在寅大統領や2019年の中朝首脳会談の習近平総書記など、要人が平壌を訪問する重要な機会に彼らを歓迎する際にも使用された。

## 歌詞
金日成が最高指導者だった時代には、この楽曲には「金日成同志万歳」と唱える歌詞があることが知られていたが、1994年に彼が死去した後にこれは削除された。